# جون إم. اندريست
جون إم. اندريست هو سياسي أمريكي، ولد في 1 أغسطس 1931 في كروسبي في الولايات المتحدة، وتوفي في 17 يناير 2018 في فارغو في الولايات المتحدة بسبب أمراض دماغية وعائية. نشط حزبياً في الحزب الجمهوري. وقد انتخب عضو مجلس ولاية داكوتا الشمالية ‏.